# Бараново (Череповецкий район)
Бараново — деревня в Череповецком районе Вологодской области.
Входит в состав Мяксинского сельского поселения (c 1 января 2006 по 30 мая 2013 года входила в Щетинское сельское поселение, с точки зрения административно-территориального деления — в Ильинский сельсовет.
Расстояние до районного центра Череповца по автодороге — 54 км, до центра муниципального образования Мяксы по прямой — 17 км. Ближайшие населённые пункты — Чечино, Пушкино, Большая Дубровка, Фролово.
По переписи 2002 года население — 12 человек.